# World Cyber Games 2001
World Cyber Games 2001 odbyły się w Seulu w Korei Południowej w dniach 5 - 9 grudnia 2001. Areną zmagań graczy była hala COEX Convention & Exhibition Center.

## Rozgrywane konkurencje
Uczestnicy World Cyber Games w Seulu w 2001 roku rywalizowali w 6 konkurencjach.
- Strzelanka pierwszoosobowa
  -  Half-Life: Counter-Strike
  -  Quake III: Arena
  -  Unreal Tournament
- Real-Time Strategy
  -  Age of Empires II: The Conquerors
  -  StarCraft: Brood War
- Sport
  -  FIFA 2001

## Państwa
| Azja - Chiny - Chińskie Tajpej - Hongkong - Indie - Japonia - Korea Południowa - Malezja - Singapur - Tajlandia | Ameryka - Brazylia - Kanada - Chile - Meksyk - Stany Zjednoczone | Europa - Belgia - Finlandia - Niemcy - Włochy - Norwegia - Portugalia - Hiszpania - Ukraina | - Bułgaria - Francja - Węgry - Holandia - Polska - Rosja - Szwecja - Wielka Brytania | Afryka - Południowa Afryka Oceania - Australia - Nowa Zelandia |

### Reprezentacja Polski
FIFA
- Marek Matuszak
- Adam Orechwo
- Krzysztof Witkowski

StarCraft
- Marcin Ziniewicz
- Tomasz Krzesiński

## Medaliści
| Konkurencja          |                                                                                                   |                                                                                   |                                                                                          |
| Age of Empires II    | Tseng Jeng-cheng Pseudonim: IamKmkm                                                               | Kang Byung-geon Pseudonim: iamgrunt                                               | Shing Chun-yu Pseudonim: chun_yu                                                         |
| Counter-Strike       | Zespół: [:LnD:] Clement Chapados-Girard Steeve Foster Harlem Ahua Simon Quirion Ognian Gueorguiev | Zespół: [mTw] Jens Heyenga Kai Hering Konsta Tiihonen Markus Schmied Philipp Mohr | Zespół: All-Stars Mika Kanervisto Antti Larte Joona Leppanen Betro Hakala Aki Peltoniemi |
| FIFA 2001            | Kim Doo-hyung Pseudonim: Jaguar                                                                   | Francesco Di Dio Pseudonim: Champion                                              | Zheng Wei Pseudonim: ZW                                                                  |
| Starcraft: Brood War | Lim Yo-hwan Pseudonim: gonia119                                                                   | Bertrand Grospellier Pseudonim: ElkY                                              | Park Tae-min Pseudonim: GoRush                                                           |
| Unreal Tournament    | Christian Hock Pseudonim: GitzZz                                                                  | Jeremy Evans Pseudonim: XS Pain                                                   | Kim Sung-woo Pseudonim: SLXC Xan                                                         |
| Quake III: Arena     | John Hill Pseudonim: Zero4                                                                        | Aleksiej Niestierow Pseudonim: Lexer                                              | Stephan Lammert Pseudonim: SK.Stelam                                                     |

## Klasyfikacja medalowa
| Lp. | Państwo           | złoto | srebro | brąz | razem | +/- WCG 2000 |
| --- | ----------------- | ----- | ------ | ---- | ----- | ------------ |
| 1.  | Korea Południowa  | 2     | 1      | 2    | 5     | 0            |
| 2.  | Niemcy            | 1     | 1      | 1    | 3     | n/d          |
| 3.  | Stany Zjednoczone | 1     | 1      | 0    | 2     | -1           |
| 4.  | Chińskie Tajpej   | 1     | 0      | 0    | 1     | -1           |
| 4.  | Kanada            | 1     | 0      | 0    | 1     | n/d          |
| 6.  | Francja           | 0     | 1      | 0    | 1     | n/d          |
| 6.  | Rosja             | 0     | 1      | 0    | 1     | n/d          |
| 6.  | Włochy            | 0     | 1      | 0    | 1     | n/d          |
| 9.  | Chiny             | 0     | 0      | 1    | 1     | n/d          |
| 9.  | Finlandia         | 0     | 0      | 1    | 1     | n/d          |
| 9.  | Hongkong          | 0     | 0      | 1    | 1     | n/d          |